# 清水卯三郎

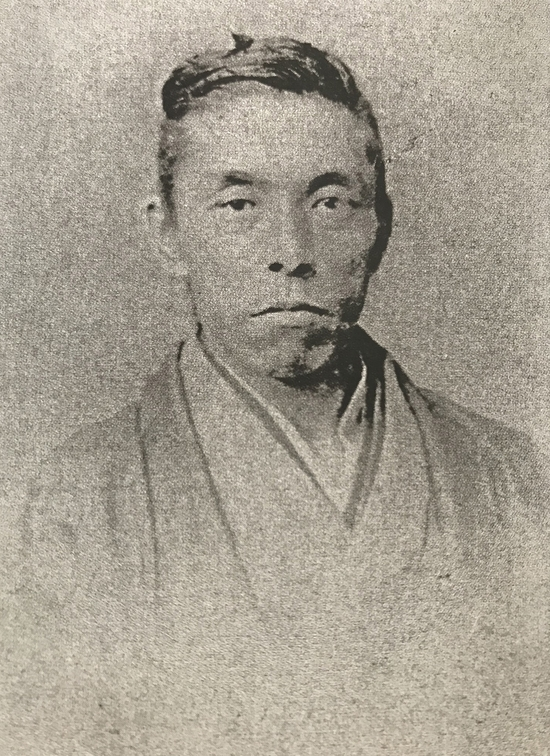
清水卯三郎

清水 卯三郎（しみず うさぶろう、文政12年3月4日（1829年4月7日） - 明治43年（1910年）1月20日）は、武蔵国埼玉郡羽生村（現在の羽生市）出身の実業家。母は根岸友山の妹。浅草の「瑞穂屋」として名を馳せたことから、瑞穂屋卯三郎とも呼ばれた。

## 略歴
酒造業を営む清水家の三男として生まれる。芳川波山に漢学を学んだ後、箕作秋坪に蘭学を学んだ。1854年（嘉永7年）には筒井政憲の供人として下田でロシア全権大使のプチャーチンに会い、臆することなく”ヒアリ・コウ”と声をかけ、返答をもらい、外国では身分の区別なく言葉を交わすことに感激した。今でいう、国際感覚の気性に富んだ人物であったことが窺われる。
1849年（嘉永2年）に江戸に出て、洋学の習得を目指し、佐倉の蘭方医、佐藤泰然のもとで蘭語のABCを教わる。商人として、1859年（安政6年）に横浜で親戚の異人相手の大豆商店を手伝いながら、イギリス言葉（英語）の必要性に気付き、通詞（のち万延元年遣米使節）の立石得十郎・立石斧次郎らから英語を教わる。習得も早く、1860年（万延元年）には、自著『ゑんぎりしことば』(英語辞典）を発刊する。
また幕末の外交面でも活躍し、1863年（文久3年）の薩英戦争の際には、幕府の許可を得て、英国軍艦に同乗し、英国側通訳として和平に尽力。英国艦船に拘束されていた薩摩藩の五代才助、松木弘安を保護し、実家や親戚宅で匿ったりした。
箕作秋坪の勧めにより、1867年（慶応3年）のパリ万国博覧会に日本人商人として唯一の参加・出品を行う。その折は、徳川昭武を首班とする幕府の万博参加使節団（渋沢栄一も随行）と共に渡欧。パリ万博で卯三郎は檜造りの茶店を造り、3人の芸者に給仕や芸をさせ、ひときわ人気を集め、ナポレオン3世から銀メダルを授与された。パリ滞在中には、商取引の齟齬によりフランス人商人から訴えられ、裁判を経験した。
万博の後、欧州の学問、工芸を学び、アメリカを経由して帰国した。1868年（慶応4年）の帰国後には、浅草に「瑞穂屋」を開店し洋書の輸入を皮切りに貿易商として活躍、翌年、店を日本橋に移転。その傍ら印刷機を輸入して出版業も始め『六合新聞（りくごうしんぶん）』を刊行し海外事情を紹介した。その他、すべての歯科材料が輸入品だった1880年代に歯科材料の輸入販売で活躍したことで知られ、『歯科全書』などの出版も行った。

また、明治5年に『博覧会ヲ開ク之議』という建白書を政府に提出。その内容とは
彼は博覧会を開くことにより、日本が貿易によって栄える道を切り開き、また西洋の製品の実物を見せることで、多くの日本人を触発し、これからの日本が、西洋の製品をそのまま輸入するだけでなく、西洋の技術を身に付け、自ら製品を作ることが出来る国にならなければならない、と提唱した。政府も「博覧会を開くの見込み、実に見事なり」と評価。文部省や工部省に回覧した。後に明治10年（1887）『第一回内国勧業博覧会』を開催。当時最新式の西洋の機械が展示された。卯三郎の提言は政府の政策を先取りする先見性に満ちたものだった。
1874年（明治7年）には英国の化学の入門書を翻訳した『ものわりのはしご』を出版。また仮名文字論者としても知られ、明六社の機関誌『明六雑誌』に、ひらがなの普及が、国民全体の知識や教養の向上に役立つと主張した。この考えに賛同した学者達と「かなのとも」という会を発足させ、機関誌『かなのみちびき』を創刊し、仮名文字論を展開した。晩年（1899年）には『わがよ の き 上』を書き残したが、これらは全て仮名文字で記されている。
1910年（明治43年）1月20日に死去、享年82。埼玉県羽生市北の正光寺にある清水卯三郎の墓には「志みづ うさぶらう の はか」と記されている。